# S. Barry Cooper
Pour les articles homonymes, voir Cooper.
S. Barry Cooper (né le 9 octobre 1943 et mort le 26 octobre 2015) est un mathématicien britannique, théoricien de la calculabilité. Il était professeur de mathématiques pures à l'Université de Leeds.

## Biographie
Cooper a grandi à Bognor Regis et a fréquenté la Chichester High School. Il est diplômé du Jesus College d'Oxford en 1966, et il obtient un doctorat en 1970 à l'Université de Leicester sous la direction de Reuben Goodstein et  C. E. M. Yates, avec une thèse intitulée Degrees of Unsolvability. Dans les années 1970, il est également une figure de proue dans la campagne de solidarité avec le Chili, accueillant des réfugiés chiliens à Leeds.
Cooper est nommé chargé de cours à la School of Mathematics de l'Université de Leeds en 1969, où il est resté pour le restant de sa carrière. Il est promu lecteur en logique mathématique en 1991 et professeur de mathématiques pures en 1996. En 2011, il a reçu un doctorat honoris causa de l'Université de Sofia.
Son livre Computability Theory est non technique et accessible à de nombreuses catégories d'étudiants. Il a été l'un des moteurs du retour aux questions fondamentales du genre de celles d'Alan Turing et des développements interdisciplinaires liés à la calculabilité. Cooper a été président de l'Association Computability in Europe et président du comité consultatif du centenaire de Turing (TCAC), qui a coordonné l'année Alan Turing. Le livre Alan Turing: His Work and Impact, édité par Cooper et Jan van Leeuwen, a remporté le prix R. R. Hawkins de l' Association of American Publishers.
Cooper était membre du comité de rédaction du Rutherford Journal.

## Publications (sélection)
- Computability Theory, Chapman & Hall / CRC, 2004  (ISBN 1-58488-237-9)
- (avec J. van Leeuwen, éd.), Alan Turing – His Work and Impact, New York, Elsevier, 2013  (ISBN 978-0-123-86980-7)
- (avec B. Löwe et A. Sorbi, éd.), New Computational Paradigms – Changing Conceptions of What is Computable, Springer, 2008  (ISBN 978-1-58488-237-4)
- S. B. Cooper, L. Harrington, A. H. Lachlan et S. Lempp, « The d.r.e. degrees are not dense », Annals of Pure and Applied Logic, vol. 55, no 2,‎ 1991, p. 125–151 (DOI 10.1016/0168-0072(91)90005-7, lire en ligne)
- S. B. Cooper, « Definability as hypercomputational effect », Applied Mathematics and Computation, vol. 178,‎ 2006, p. 72–82 (DOI 10.1016/j.amc.2005.09.072, arXiv 0904.2874)
- S. B. Cooper « The incomputable Alan Turing » (2004)  (DOI 10.14236/ewic/TUR2004.2, lire en ligne)
— « (ibid.) », dans Alan Mathison Turing 2004: A celebration of his life and achievements, Manchester University, 5 June 2004
- S. B. Cooper et P. Odifreddi, Computability and Models : Perspectives East and West, Plenum Publishers, 2003, « Incomputability in Nature », p. 137–160
- S. B. Cooper, Models and Computability, Cambridge University Press, coll. « London Mathematical Society Lecture Notes Series » (no 259), 1999, « Clockwork or Turing U/universe? », p. 63–116